# Crkva i samostan sv. Leonarda u Kotarima
Crkva i samostan sv. Leonarda je rimokatolička crkva u naselju Kotari koje je u sastavu grada Samobora i zaštićeno kulturno dobro.

## Opis dobra
Barokna crkva i samostan sv. Leonarda smješteni su na zapadnim obroncima Plešivice. Osnutak seže u 1531., no četverokrilna zgrada samostana podignuta je krajem 17. st. Crkva je povećana 1733., a od 1775. u sklopu samostana djeluje škola. Ukinuta je 1789. godine., a s vremenom su uklonjena tri krila samostanske zgrade. Preostalo je zapadno i dio sjevernog krila koji tvore L tlocrt postojeće zgrade. Kraćim krilom povezan je s crkvom, koja pripada tipu jednobrodnih dvoranskih crkava pravokutnog tlocrta s užim pravokutnim svetištem. U cijelosti je svođena bačvastim svodom sa susvodnicama, a u unutrašnjosti je sačuvan vrijedan inventar. Samostan je jedan od rijetkih franjevačkih samostana smještenih izvan naselja, a ubraja se među najvrjednije primjere barokne sakralne arhitekture sjeverozapadne Hrvatske.

## Zaštita
Pod oznakom Z-1876 zavedena je kao nepokretno kulturno dobro - pojedinačno, pravna statusa zaštićena kulturnog dobra, klasificirano kao "sakralna graditeljska baština".